# 弗罗米斯塔
弗罗米斯塔（西班牙語：Frómista）是西班牙卡斯蒂利亚-莱昂帕伦西亚省的一个市镇。 总面积47平方公里，总人口965人（2001年），人口密度21人/平方公里。

Frómista
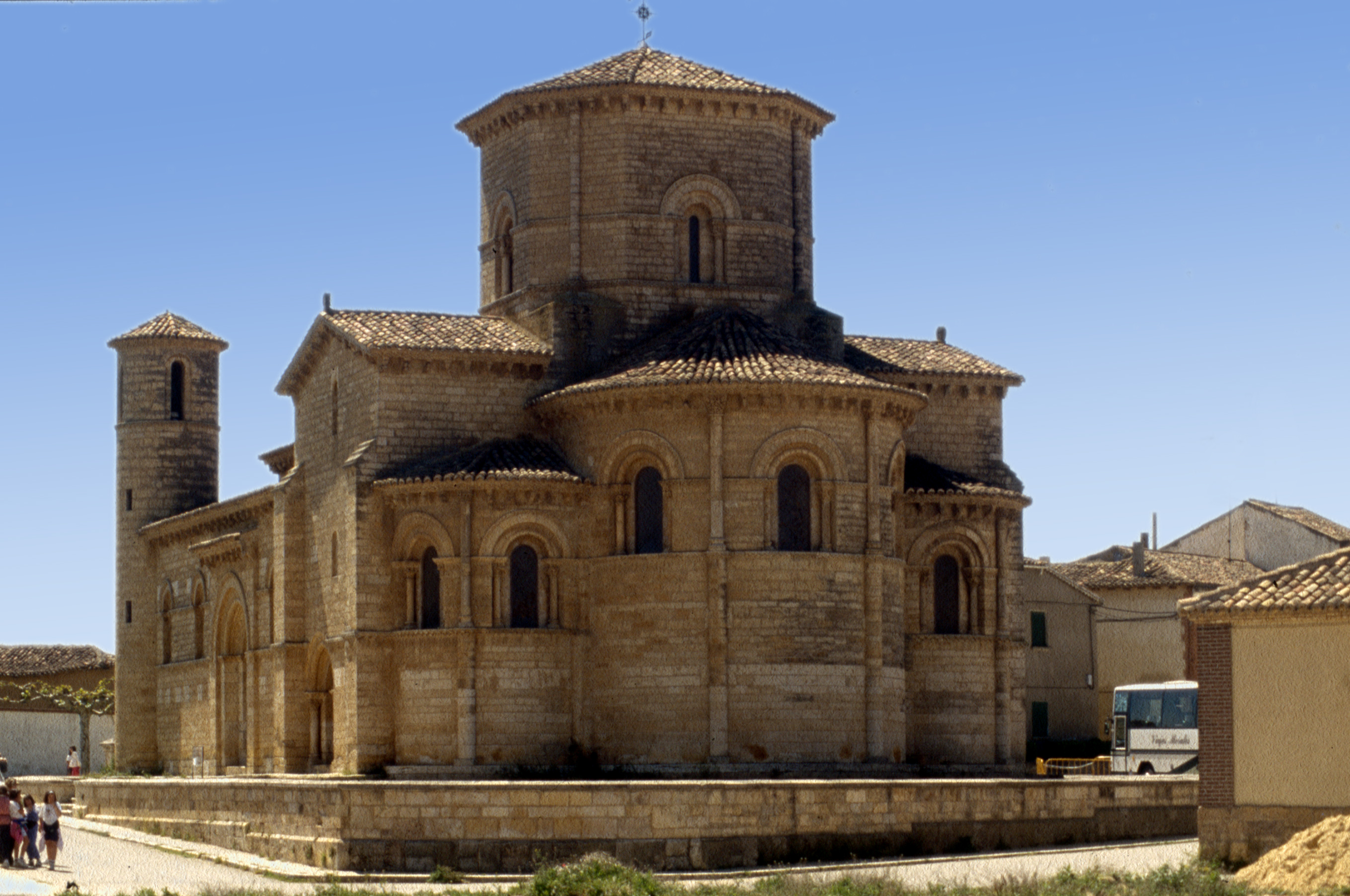
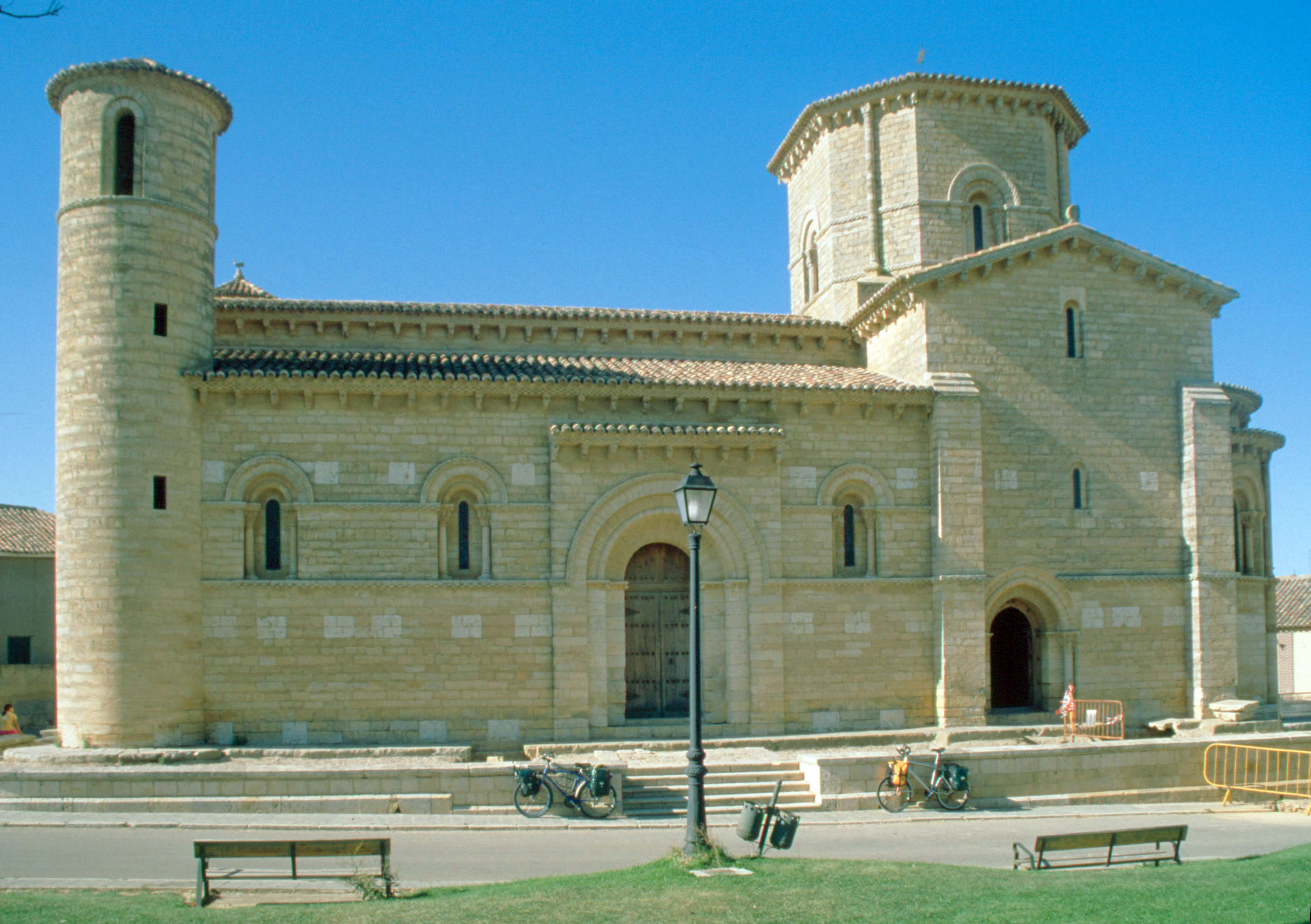
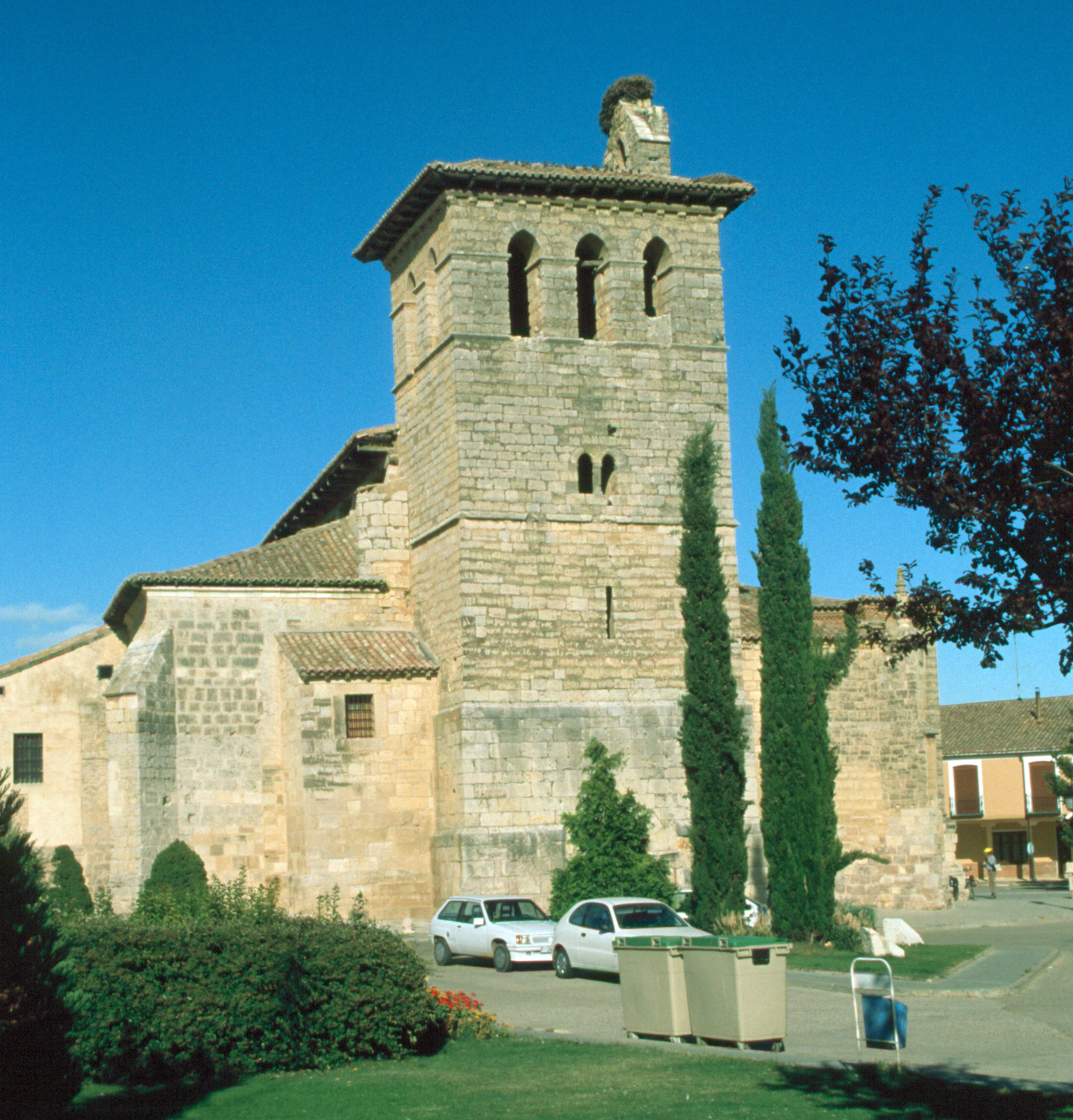
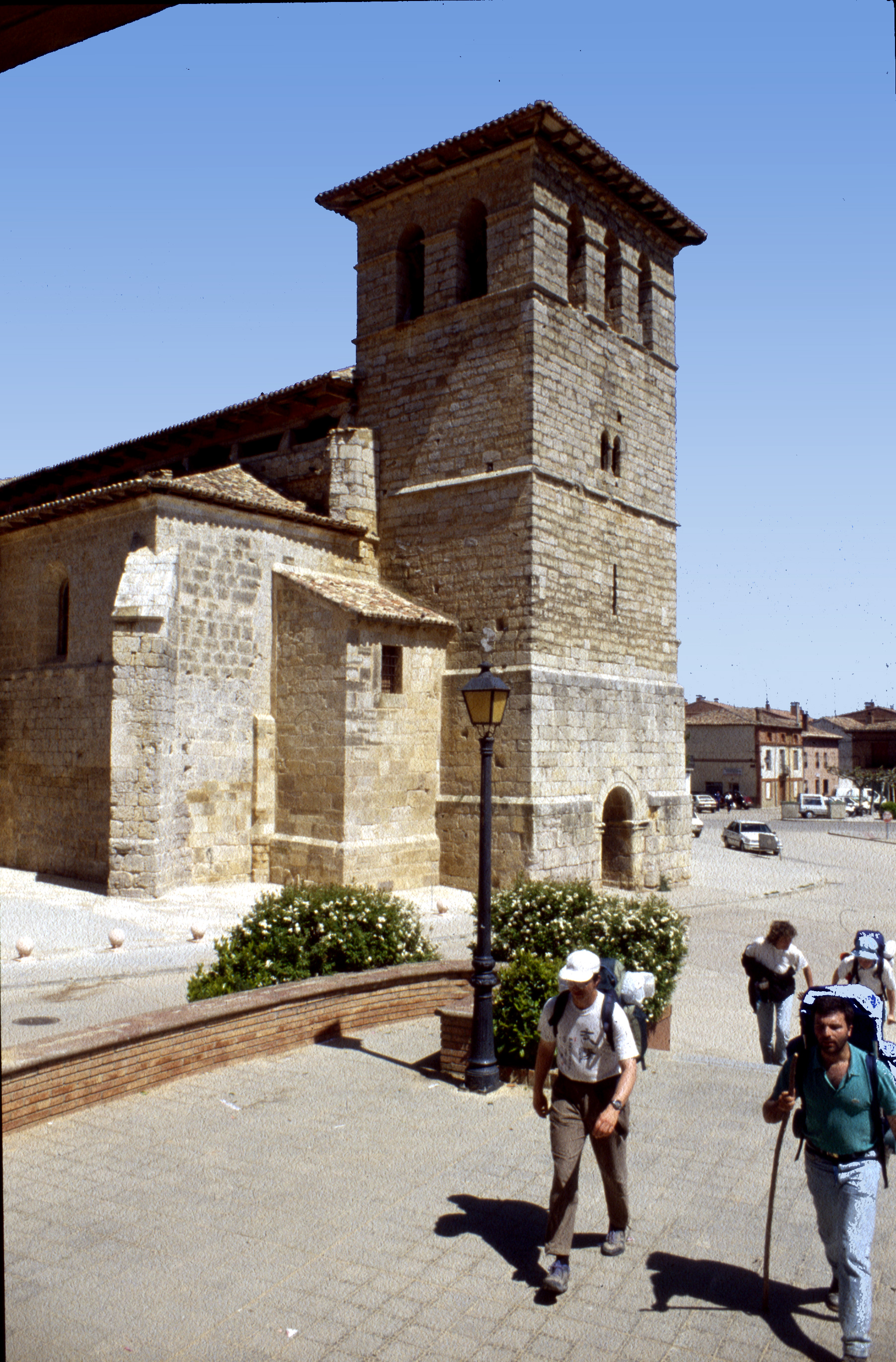